# Oste Erceg
Oste Erceg (Rakani kod Bosanskog Novog, 23. ožujka 1947. – Bosanski Novi, 2025.) bio je bosanskohercegovački slikar srpskog podrijetla.

## Životopis
U Gornjim Rakanima je završio osnovnu školu, a gimnaziju 1966. godine u Bosanskom Novom. Slikarstvom počinje da se bavi 1967. godine. Diplomirao je na Višoj tekstilno-kemijskoj školi u Zagrebu 1972. godine. Od 1973. godine radi kao inženjer bojenja u Tvornici tekstila "Triko" u Bosanskoj Gradišci, a od 1979. godine u Tvornici trikotaže i konfekcije "Sana" u Bosanskom Novom. Od 1986. do 1990. godine pohađa i slikarski kurs kod profesora Akademije umjetnosti u Beogradu Boška Karanovića. 1998. godine zajedno s Mirkom Zgonjaninom, Dankom Damjanović, Mirjanom Drljačom i Slobodanom Mikićem pokreće i obnavlja Likovnu koloniju "Rakani" koja je imala prekid od 10 godina do tad.

## Izložbe
Samostalne izložbe:
- 1994. Galerija Zavičajnog muzeja, Bosanski Novi
- 1994. Muzej "Kralja Petra Mrkonjića", Mrkonjić Grad
- 2000. Galerija Zavičajnog muzeja, Bosanski Novi
- 2006. Bosanski kulturni centar, Tuzla
- 2009. Galerija Prijedor, Prijedor[1]
- 2011. Galerija Prijedor, Prijedor
- 2012. Sala Skupštine, Bosanska Kostajnica
- 2015. Gradska galerija, Bihać
- 2016. Kulturni centar, Gradiška
- 2016. Galerija Zavičajnog muzeja, Bosanski Novi
- 2018. Izložba Oste Ercega i Sanje Kuleš Bosanska Kostajnica

Skupne izložbe: 
- 1985. Galerija Zavičajnog muzeja, Novljanski likovni salon Bosanski Novi
- 1986. Galerija Zavičajnog muzeja, Novljanski likovni salon Bosanski Novi
- 1987. Galerija Zavičajnog muzeja, Novljanski likovni salon Bosanski Novi
- 1988. Galerija Zavičajnog muzeja, Novljanski likovni salon Bosanski Novi
- 1989. Galerija Zavičajnog muzeja, Novljanski likovni salon Bosanski Novi
- 2005. 3. Bijenale umjetnosti minijature BiH Tuzla, Sarajevo, Mostar, Bihać, Njemačka[2]
- 2007. 4. Bijenale umjetnosti minijature BiH, Tuzla, Brčko, Sarajevo, Bihać
- 2009. 5. Bijenale umjetnosti minijature BiH Tuzla, Brčko, Sarajevo, Bihać
- 2011. 6. Bijenale umjetnosti minijature BiH Tuzla, Brčko, Sarajevo, Bihać
- 2013. 7. Bijenale umjetnosti minijature BiH Tuzla
- 2014. 12. međunarodno bijenale umjetnosti minijature Gornji Milanovac
- 2014. 5. međunarodna izložba "Umjetnost u minijaturi" Majdanpek, Beograd, Petrovac na Mlavi
- 2015. 2. međunarodna izložba "Moslavačke minijature" Popovača, Knin, Petrinja
- 2015. 6. međunarodna izložba "Umjetnost u minijaturi" Majdanpek, Beograd, Petrovac na Mlavi
- 2015. 14. Internacionalna likovna kolonija za djecu centra "Duga"  Bihać
- 2015. 8. Bijenale umjetnosti minijature BiH Tuzla
- 2015. 14. Internacionalna likovna kolonija za djecu centra "Duga" Bihać
- 2016. 13. međunarodno bijenale umjetnosti minijature Gornji Milanovac
- 2016. 7. međunarodna izložba "Umjetnost u minijaturi" Majdanpek, Beograd, Petrovac na Mlavi
- 2017. 4. međunarodna izložba "Moslavačke minijature" Hrvatska
- 2017. 8. međunarodna izložba "Umjetnost u minijaturi" Majdanpek, Beograd, Petrovac na Mlavi
- 2017. 9. Bijenale umjetnosti minijature BiH Tuzla
- 2017. 4. Moslavačka likovna kolonija Hrvatska, Popovača
- 2017. 1. likovna kolonija "Piralo" Bosanska Kostajnica
- 2018. 5. međunarodna izložba "Moslavačke minijature" Hrvatska
- 2019. 10. međunarodna izložba "Umjetnost u minijaturi" MajdanArt Majdanpek, Srbija
- 2019. 1. Festival umjetnosti "ArtNovum" Novi Grad Republika Srpska Bosanski Novi
- 2019. 10. Bijenale umjetnosti minijature BiH Tuzla[3]
- 2019. 6. međunarodna izložba "Moslavačka kolonija" Hrvatska[4]
- 2020. 15. međunarodno bijenale umjetnosti minijature Gornji Milanovac[5]
- 2020. 1. međunarodna online izložba "Majdanart"
- 2021. Međunarodno bijenale festival umjetnosti minijature BiH Tuzla
- 2023. 10. Skupna izložba slika "10 godina s Vama" Hrvatska, Zagreb
- 2023. Izložba "Umjetnost slobodnog uma" Ludvig dizajn Hrvatska, Zagreb
- 2023. Izložba "Slike i snovi" Hrvatska, Zagreb
- 2023. 12. Bijenale umjetnosti minijature BiH Tuzla[6]
- 2024. Izložba "Vizualni put slobode" Ludvig dizajn Hrvatska, Zagreb[7]
- 2024. 17. međunarodno bijenale umjetnosti minijature Gornji Milanovac

## Nagrade
- 2018. 5. međunarodna izložba "Moslavačke minijature" Hrvatska - Jedna od 3 ravnopravne nagrade za najbolje umjetničke radove.

## Knjige
- Danka Damjanović, "Slikano perom", 2000., str. 153
- Milan Balaban, "Minuta šutnje", 2010., Duša u Jagodicama prstiju, str. 44
- Milan Balaban, "Vremeplov naših čuda", 2012., str. 74
- Milan Balaban, "Čaršija koje više nema", 2010., Skrivena slikareva tajna Oste Ercega, str. 51
- Izdavačka kuća Planjax, Biografski leksikon "Ko je ko u BiH"., Oste Erceg, str. 220
- Enver Mandžić, "Ogledi: likovne kritike, prikazi, osvrti", 2020., Oste Erceg, str. 82
- Svjetionik: [zbornik sabranih umjetničkih djela Grupe Kultura i supkultura Novljana 2019/2020]; urednici Nedim Arnautivić, Pašić Bodiroga Nada, Plavšić Zoran, Plavulj Haris, Sredić Kristina i Rakanović Emil; O Osti Ercegu, str. 99

## Galerija
- Supetar na Braču, 1987., ulje na kartonu, privatno vlasništvo
- Garonjin rog, 2010., ulje na kartonu, vlasništvo privatne galerije "GM" Tuzla

## Vanjske poveznice
- Oste Erceg: "40 godina slikam samo prstima"
- Poznate ličnosti - Bosanski Novi  Arhivirana inačica izvorne stranice od 10. srpnja 2013. (Wayback Machine)
- Autori koji su prošli selekciju za 12. međunarodno bijenale Gornji Milanovac
- Spisak učesnika 5. međunarodna izložba "Umjetnost u minijaturi " Majdanpek  Arhivirana inačica izvorne stranice od 8. kolovoza 2014. (Wayback Machine)
- Spisak učesnika 2. međunarodne izložbe "Moslavačke minijature" Popovača, Knin i Petrinja
- Izložba slika Oste Ercega u Bihaću  Arhivirana inačica izvorne stranice od 14. kolovoza 2015. (Wayback Machine)
- Oste Erceg slikom protiv radioaktivnog otpada[neaktivna poveznica]
- Spisak učesnika 6. međunarodna izložba "Umjetnost u minijaturi " Majdanpek  Arhivirana inačica izvorne stranice od 4. ožujka 2016. (Wayback Machine)
- Oste Erceg, Crna rupa u kozmosu, Izložba 2. Moslavačke minijature.  Arhivirana inačica izvorne stranice od 18. kolovoza 2016. (Wayback Machine)
- 13. Međunarodno bijenale umjetnosti minijature Gornji Milanovac
- Slika Oste Ercega pred publikom u Gradiškoj  Arhivirana inačica izvorne stranice od 6. listopada 2016. (Wayback Machine)
- Fantastična igra boja na slikama Oste Ercega  Arhivirana inačica izvorne stranice od 19. kolovoza 2016. (Wayback Machine)
- Otvorena izložba Oste Ercega u Novom Gradu
- Slika Oste Ercega odabrana za izložbu 9. bijenala BUM BiH  Arhivirana inačica izvorne stranice od 12. prosinca 2017. (Wayback Machine)
- Spisak učesnika 8. međunarodna izložba "Umjetnost u minijaturi " Majdanpek  Arhivirana inačica izvorne stranice od 12. prosinca 2017. (Wayback Machine)
- Prva likovna kolonija "Piralo" Kostajnica 2017.
- Otvorena izložba Oste Ercega i Sanje Kuliš u Kostajnici
- Uručenje priznanja povodom Dana i krsne slave opštine Novi Grad  Arhivirana inačica izvorne stranice od 16. prosinca 2019. (Wayback Machine)
- Životopis